# Észak-Ubangi tartomány
Az Észak-Ubangi tartomány (Province du Nord-Ubangi) a Kongói Demokratikus Köztársaság 2005-ös alkotmánya által létrehozott közigazgatási egység. Az alkotmány többszöri halasztás után 2015-ben lépett hatályba. Az új alkotmány a korábbi Egyenlítői tartományt öt részre osztotta fel, melyeknek egyike lett Észak-Ubangi tartomány, az Egyenlítői tartomány jelenlegi körzete. A tartomány az ország északi részében fekszik. Keleten az Alsó-Uele tartomány, délen a Mongala tartomány, nyugaton a Dél-Ubangi tartomány határolja. Északon a Közép-afrikai Köztársasággal határos. Fővárosa Gbadolite. A tartomány nemzeti nyelve a lingala.

## Területi felosztása
A tartomány körzetei az új alkotmány szerint:
- Yakoma
- Mobayi-Mbongo
- Businga
- Bosobolo